# جمال جوهر
جمال جوهر، لاعب كرة قدم قطري من أصل نيجيري دولي سابق مثل منتخب قطر في كأس آسيا 2004 .
مثل أندية الأهلي وأم صلال والشحانية و الغرافة والشمال .

## روابط خارجية
- جمال جوهر على موقع ناشيونال فوتبول تيمز (الإنجليزية)